# 服部茂史
服部 茂史（はっとり たかふみ、1976年3月14日 - ）は、地方競馬のホッカイドウ競馬・田中淳司厩舎所属の騎手である。北九州市立槻田中学校卒業。

## 来歴
1994年9月29日付けで地方競馬騎手免許を取得し、中津競馬場からデビュー。同年10月8日第9回中津競馬1日目第1競走アラ系C2級一般戦エステーライトで初騎乗（8頭立て1番人気3着）。同日第6競走サラ系C級一般戦をニューリヴァーで優勝（8頭立て1番人気）し、4戦目で初勝利。
1996年9月16日第11回全日本新人王争覇戦出場（12人中4位）。
1997年地方競馬通算100勝達成。
1999年3月7日第17回中津競馬2日目第9競走第2回西日本騎手招待若潮杯（C級）をエルビスボーイで優勝（9頭立て3番人気）。
2000年9月、中津競馬の存廃問題に揺れた際、ホッカイドウ競馬の関係者へ相談した事で北海道への移住を決めホッカイドウ競馬に移籍。
2001年6月16日第1回函館競馬3日目第10競走遊楽部特別（3歳以上牝馬限定500万下）でダイナピクシーに騎乗（16頭立て16番人気16着）し、中央競馬初騎乗。
2002年8月3日第2回函館競馬7日目第10競走美利河特別（3歳以上500万下）をカツマサケンで優勝（16頭立て16番人気）し、中央競馬初勝利。
2005年地方競馬通算500勝達成。
2010年9月30日、9316戦目で中央競馬・地方競馬通算900勝達成。同年10月4日と10月14日にスーパージョッキーズトライアルに初出場。合計38ポイントを獲得し総合3位となる。 この年はリーディングジョッキーを獲得した。
同年12月6日から翌2011年2月4日まで南関東公営競馬で期間限定騎乗を行う。南関東での所属は大井競馬場・佐野謙二厩舎。同年12月7日第9回船橋競馬2日目第3競走3歳一般戦（80.1万円以上125.5万円未満）をヘリオスで優勝（14頭立て1番人気）し、期間限定騎乗での初勝利をあげた。
地方通算成績は10204戦1054勝・2着1113回・3着1146回・勝率10.3%・連対率21.2%（2011年12月31日現在）、中央競馬通算146戦7勝・2着8回・3着11回・勝率4.8%・連対率10.3%。
2019年コーラルツッキーでエーデルワイス賞を制し、ダートグレード競走初制覇。
2021年10月21日の3レースで地方競馬通算2000勝を達成。

## 受賞歴
- 2005年 - 北海道地方競馬優秀騎手賞第4位[8]
- 2006年 - 北海道地方競馬優秀騎手賞第5位[9]
- 2007年 - 日刊スポーツリーディングジョッキー賞第2位[10]
- 2007年 - 北海道地方競馬優秀騎手賞第2位[11]
- 2009年 - 日刊スポーツリーディングジョッキー賞第2位[12]
- 2009年 - 北海道地方競馬優秀騎手賞第2位[13]

## 主な騎乗馬
- トーホクリーダー（1996年アラブ王冠（中津））
- ダンシングチーフ（2002年フローラルカップ）
- タイクラッシャー（2003年瑞穂賞）
- タケノマーキュリ（2005年フロイラインカップ）
- ウイッシュウイング（2005年ノースクイーンカップ）
- オースミシュネル（2006年ステイヤーズカップ）
- ギルガメッシュ（2006年北海優駿）
- グローリーソング（2006年若駒賞）
- ビービーバーニング（2007年エトワール賞）
- ブルータブー（2007年北海優駿、王冠賞）
- ディアダンサー（2008年フロイラインカップ）
- ワンダフルクエスト（2008年イノセントカップ）
- アースファイヤー（2009年ノースクイーンカップ）
- マキノスパーク（2010年ステイヤーズカップ）
- ショウリダバンザイ（2010年、2011年ノースクイーンカップ）
- スタープロフェット（2011年オパールカップ）
- マチカネカミカゼ（2011年せきれい賞）
- ゴールドメダル（2011年イノセントカップ）
- エミーズパラダイス（2011年フローラルカップ）
- ロクイチスマイル（2012年北斗盃）
- ジョーモルデュー（2012年コスモバルク記念）
- モエレビクトリー（2012年道営記念）
- ミータロー（2013年北海優駿）
- ノットオーソリティ（2013年栄冠賞、フローラルカップ）
- レオニダス（2013年道営記念）
- グランプリブラッド（2015年星雲賞、瑞穂賞、道営記念）
- クリーンエコロジー（2016年道営スプリント）
- ボーダレスガール（2017年フルールカップ）
- ドラゴンエアル（2017年瑞穂賞、2020年コスモバルク記念）
- ハッピーグリン（2018年OROカップ）
- ジョウラン（2019年エトワール賞）
- コーラルツッキー（2019年フルールカップ、エーデルワイス賞）
- サイダイゲンカイ（2020年栄冠賞）
- コパノリッチマン（2020年王冠賞）
- リーチ（2020年イノセントカップ）
- ギガキング（2020年南部駒賞）
- シャルフジン（2021年ブリーダーズゴールドジュニアカップ）
- イダペガサス（2021年エトワール賞）
- レディーアーサー（2021年イノセントカップ、プリンセスカップ）
- テーオーフォース（2022年コスモバルク記念）
- ハセノパイロ（2023年赤レンガ記念）
- サルトアンヘル（2023年星雲賞）
- サントノーレ（2023年鎌倉記念、2024年京浜盃）
- アナザートゥルース（2024年東海桜花賞）
- シュロス（2024年エトワール賞）
- ヴィヴィアンエイト（2024年フロイラインスプリント）

出典: